# 遂安县城
遂安县城为原遂安县县治所在，因北依五狮山又名狮城，始建于唐武德四年（621年），明正德八年（1513年）修筑城墙，城内占地面积约0.432平方公里。1959年因新安江水电站库区蓄水被淹没，现址位于今中国浙江省杭州市淳安县千岛湖西南湖区茅头尖水域、五狮岛南，距千岛湖镇约40公里，为著名的水下古城。2011年1月以狮城水下古城一名列入第六批浙江省文物保护单位。

## 历史

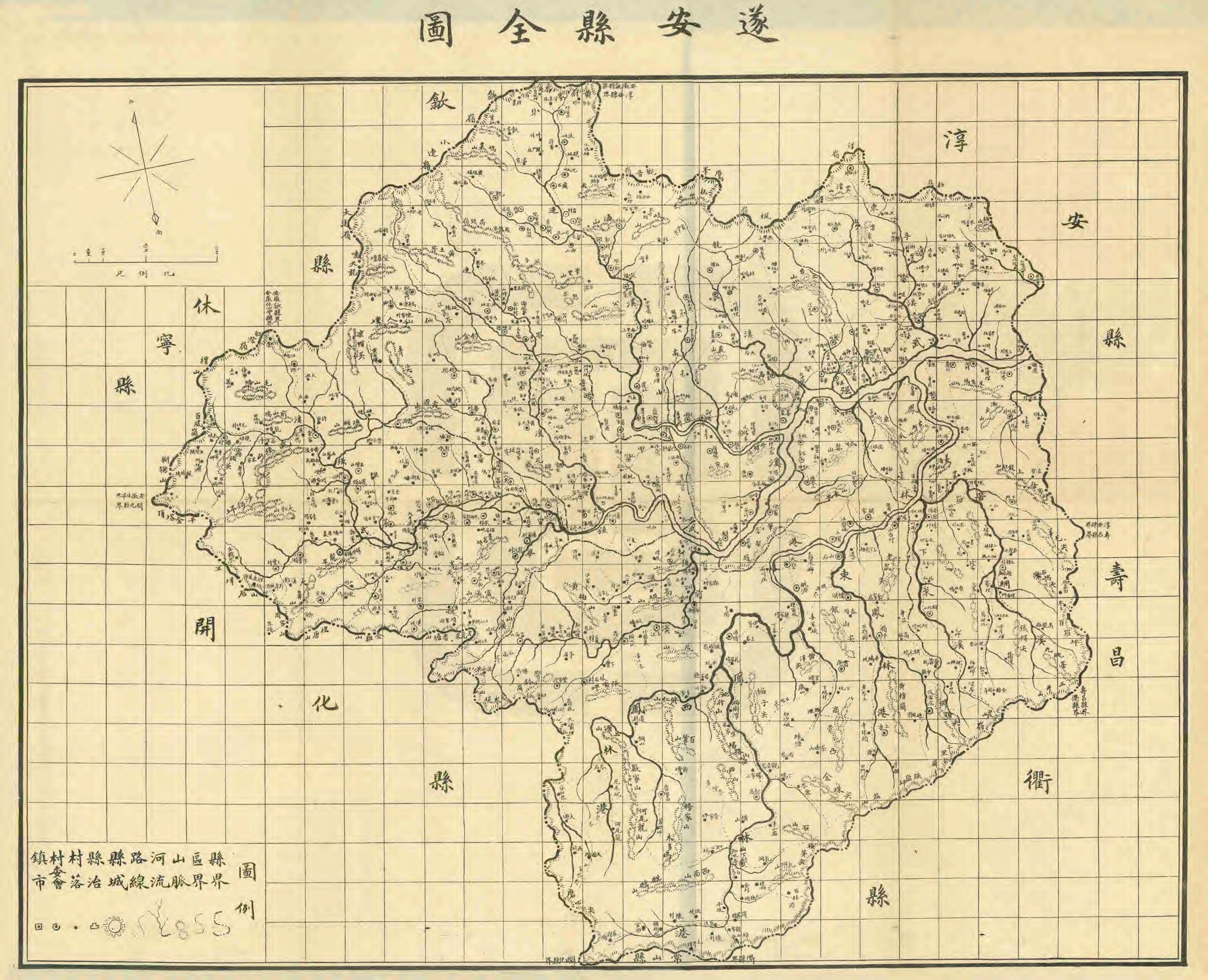
民国十九年（1930）《遂安县志》遂安县全图。

### 建置史
遂安县又名遂阳县，位于江西和安徽去往浙江的交通要道上，为浙西重镇。东汉建安十三年（208），分歙县南乡（武强乡）安定里置新定县，属新都郡。西晋太康元年（280）改县名遂安，郡名新安，隋开皇九年（589）并入新安县，仁寿三年（603）复立，属睦州。北宋宣和三年（1121）属严州，南宋咸淳元年（1265）属建德府，元属建德路，明清属严州府。1958年10月并入淳安县。
明初于城内设里，辖东南、西北二里，清宣统二年（1910）实行城镇乡自治制，城内及附城统称城区。民国二十一年（1932）设建制镇狮山镇，1949年后称狮城镇。

### 城市史
县城最初位于安定里木连村溪北（今淳安县西南汾口镇仙居村、童家坞村一带），唐武德四年（621）徙治五狮山南今址。明正德八年（1513）王浩八兵乱波及遂安，平乱后由时任知县容九霄主持修筑城墙，万历二年（1574）知县吴撝谦主持向北拓建，将西北角及北半段筑于五狮山上，地势高峻，尤为壮观，清光绪九年（1883）和民国二十四年（1935）均有重修，其中民国时于城垣四周添设八座碉楼。至1956年有城镇居民1347户5371人，主要姓氏有王、姚、余、方、胡、汪、黄等。
中华人民共和国成立之初，为满足华东电力供应，1957年4月开始动工建设当时华东最大的水力发电站新安江水电站，坝址位于淳安县和建德县交界处的铜官峡。1959年9月21日新安江截流，库区开始蓄水。按照初步设计，水库正常坝前水位为108米（黄海高程），遂安、淳安两座县城与茶园、港口、威坪等27个乡镇、1377个村庄处于淹没区，29万移民迁至浙皖赣3省50余县，其中遂安县城内大部分居民被安置到北侧5公里之外的姜家村，即今日的姜家镇。
在清库过程中淳安县城基本被平毁，遂安县城则因为水位上升较快，搬迁时间仓促，再加上当时大跃进政治压力和运输条件的影响，一些移民除了少量必要的家具和生产资料外几乎什么都没带走，城内许多文物古迹来不及搬迁、抢救，也来不及彻底清库，因此城墙、绝大多数民房和尚存的历史古迹被基本保存了下来，且拆除时北少南多，北部保存较好。

## 规划
县城北依五狮山（因五山联踞如狮而得名），南临武强溪（为新安江支流，于县南合涧水、县东二里合龙溪水），隔溪南面婺山，民国《遂安县志》称县城“婺峰环其前，五狮拥其后，襟带武强、龙渡诸溪”。城内水系称为涧水，两条入城支流在烈桥处汇合，向南流出城外并汇入武强溪。
城墙依山就势而筑，平面呈“心”字形，周长七百七十八丈（四里又一一六步，约2570米），高二十四尺（因地势不平，实际高约7-9米，城楼高约10米），下部以方形条石砌筑，上部为烧制方砖。共开城门五座、水门三座，五座城门分别为东门兴文门、南门向明门（民国时称献寿门）、小西门康阜门、大西门靖武门和北门拱极门，其上均建有城楼。其中南门为县城主要入口，城门最宽，南门外有跨溪桥梁钟义桥和民国时沿溪所筑的防洪河堤金公堤。
城内的主要街道有东街、南街、西街、北街、直街和横街等，其中东街、北街与直街在县署门前交会，为城内主要的商业街，沿街建有大量民居和店铺。道路多为以石板、石子和石灰铺筑而成的石板路，路心铺大块茶园石石板，两边为采自武强溪河滩的鹅卵石，间以细沙石灰。

## 建筑

### 县署、公署

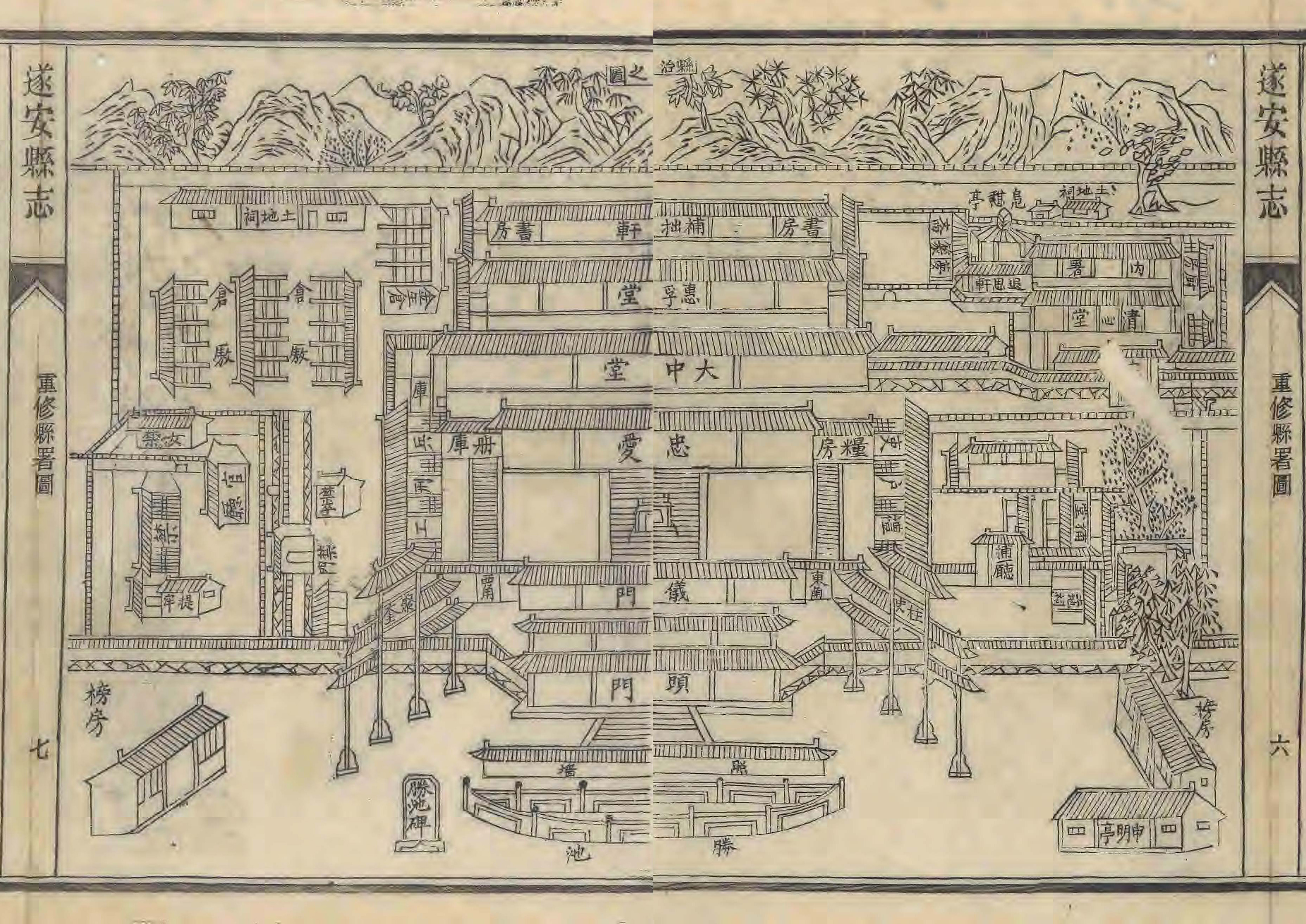
清乾隆三十二年（1767）《遂安县志》重修县署图（此为清光绪十六年（1890）重刻）。

县署居县城中心偏西北，北依五狮山，南临广场及半月形的池塘胜池（又名太平池），东西有牌坊柱史坊和聚奎坊，东街、北街与直街在县前交会，其中南侧的直街形同县城中轴线。县署自唐武德时迁至此地后历代不断兴修扩建，最后重建于清同治七年（1868），民国时又有少量改扩建，中轴线上依次为胜池、照墙、头门（谯楼）、仪门、大堂（忠爱堂）、川堂（大中堂）、二堂（惠孚堂）和补拙轩，各厅堂均面阔三间，大堂前东西廊房各九间，东路南北为捕厅和知县内宅，西路南北为狱禁和常平仓。县署东侧有明代所建布政分司和按察分司，西侧近北门处有清代所建驻防公署。

### 儒学、书院

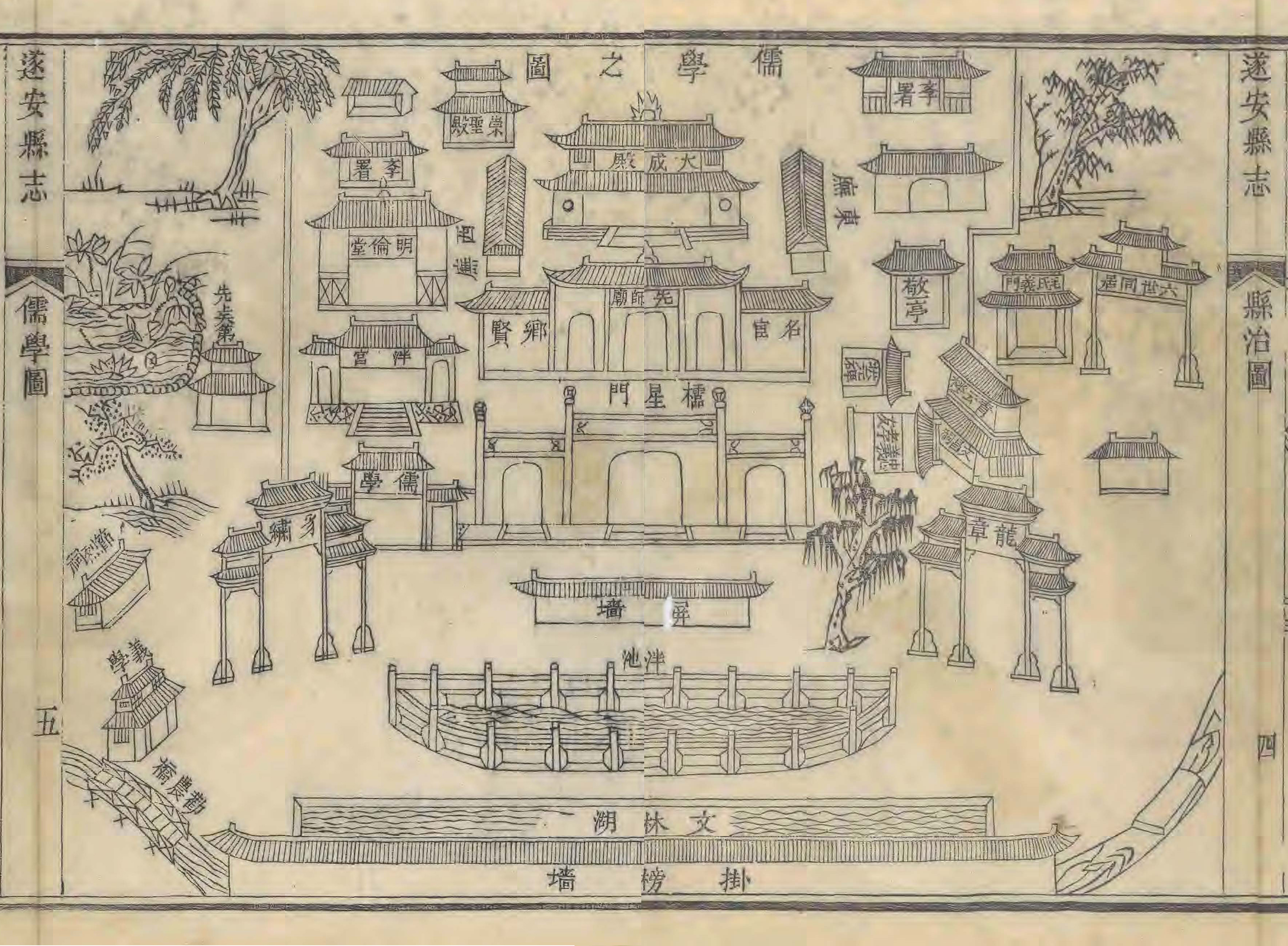
清乾隆三十二年（1767）《遂安县志》儒学图（此为清光绪十六年（1890）重刻）。

县学文庙位于县署以西百余步儒学前，创建于北宋嘉祐年间（1056-1063），原利用长寿僧院改建，位于县南二十步涧水南岸，南宋绍熙四年（1193）因火而毁后改建于现址，所存建筑亦为经咸丰兵乱后于同治时重建。整体格局呈左庙右学，文庙中轴线上依次为挂榜墙、文林湖、泮池、屏墙、棂星门、戟门和大成殿，主殿大成殿面阔五间，前有东西庑各三间，棂星门和戟门面阔均为三间，戟门东西有名宦祠和乡贤祠各一间。儒学中轴线上依次为儒学门、仪门、明伦堂和教谕署，教谕署面阔一间，其它建筑面阔均为三间。文庙周围有状元坊、豸绣流光坊和龙章褒显坊等多座牌坊，其中较大的一座牌坊豸绣流光坊原高约10米，宽约8米，建于明中晚期。文林湖为明万历十三年（1585）所凿，呈长方形，长约400米，与涧水相通，湖内种以荷花。1939年后在文庙内创办县立简易师范和遂安初级中学，1949年8月合并为遂安中学。
五狮书院位于县署东五十步，原为南宋状元詹骙故宅（一说此为南宋枢密詹大方故宅，书院后状元台处为詹骙故宅），后为公馆，明隆庆时重修并改为狮山书院，万历时改名五狮书院。书院后有状元台，巨石高三仞，上建亭台，下有二池分列。

### 坛庙
县城外筑有先农坛、社稷坛、风云雷雨山川坛和邑厉坛四座主要的祭坛，除先农坛外的其它三座祭坛均始建于明洪武时，最初社稷坛和风云雷雨山川坛位于城南半里，万历三年（1575）分别改置于城西二百步和城东四百步，坛台高三尺，长宽均二丈五尺，邑厉坛位于城西半里，三座祭坛除坛台外均建有宰牲房三间。先农坛始建于清雍正时，位于东门外，并置有籍田四亩九分。
县城隍庙位于南街中段西侧，始建于明洪武四年（1371），所存建筑为清同治时重建，主要建筑有头门牌楼、二门、正殿（前有左右廊）和寝宫，庙左有预备仓。
除此之外主要的祠庙有东岳庙（位于城西）、关帝庙（位于东街新安会馆内）、三圣庙（位于西街，祀北宋时为国战死的普州景氏三兄弟思忠、思立和思谊）、康王庙（即英烈王庙，位于横街，祀唐交州都督李寿）和节烈祠（位于儒学前）等。

### 寺观、教堂
无碍寺和洞神宫均位于城西，为城内最主要的寺观，并分别作为明清时掌县内佛教和道教的僧会司和道会司。清末天主教与新教相继传入县城，至民国时在东门外建有天主教堂，新教则租借东街民房设立教会。

### 坊表
至淹没时县城内仍存有牌坊21座，主要集中在东街、南街和儒学前，分为功德牌坊和节孝牌坊两类，前者大多采用茶园石建造，跨街和不跨街者均有，四柱三门，用料考究，结构紧密，雕刻精细，多饰以龙凤、花鸟、花瓶、梅花鹿和锦纹等图案。后者以砖构为主，有的作为厅堂的门楼，有的则靠壁而建。

## 水下考古
遂安县城的水下探摸考古活动始于2001年7月，千岛湖风景旅游管理局委托潜水俱乐部潜水员开始寻找古城，9月17日第六次下潜时发现城墙遗址。当年9月至2002年7月，千岛湖风景旅游管理局对古城进行了11个月的水下探摸，探摸结果表明古城内外原有的整体布局没有改变，一些木构建筑的梁架、瓦顶等都还留存，一些房内家具还摆放在原来的位置上。而经历“文革”的毁坏和房地产开发拆迁之后，当前国内地面上相对完整的古城形态已经罕见。因县城北高南低，现状北部水深约有20-30米，南部水深约有50-60米，水温常年保持在10-20℃左右。北部相对较浅、能见度较好，因此北门一带为历次探摸的主要区域。
2009年底至2010年底，水下摄影师吴立新潜入湖底拍摄了大量遗址照片，并刊登于《中国国家地理》2011年2月号，公开后成为网络上的热门话题。随后中央电视台《探索发现》栏目摄制组和《中国国家地理》摄制团队再次对古城进行了实地探摸，并制作成专题片《神秘的湖底古城》，于2011年7月在《探索发现》栏目播出。
2012年4月27日至5月1日，考古队员使用水下机器人和水下摄像机对古城进行了全景式探摸，并由浙江卫视和中央电视台对探摸过程进行直播。探摸的重点包括古城的整体轮廓、北门、儒学前和“悦来行”商号等。
其中首日探摸到北门及附近城墙、周边建筑遗迹和姚文浚妻王氏节烈坊，因清库时为保护航道对大部分高大建筑做了拆除处理，发现的城墙高低参差不齐，多见残垣断壁和碎石堆。姚文浚妻王氏节烈坊位于北门内约30米处，水深约24米，建于清乾隆四十二年（1777），为三层砖石结构、四柱三门，保存完好。第二日探摸到保存较为完好的小西门，并找到距小西门约50米处的烈桥（又名忠烈桥，为小型石质拱桥），此处为唐交州都督李寿逐寇殉难处，但附近纪念李寿而建的康王庙并未发现。第三日探摸到东门、周边建筑遗迹和旴江循良坊，旴江循良坊约建于明末清初，纪念乡贤余学文，但清库时已被拉倒，探摸时找到堆在一起的牌坊构件。第四日对南门和大西门进行了探摸，其中大西门在水库蓄水前已经坍塌，仅存城墙和城门洞，探摸时未能找到城楼所在，在大西门内的儒学前区域探摸到大量牌坊构件以及文林湖的护栏，其上雕有莲花花纹。在南门外探摸到钟义桥桥墩，但未发现金公堤遗迹。最后一日继续对孔庙进行了探摸，发现大量条石、房屋废墟和带有花纹的石构件，并找到位于孔庙前的倒种龙柏。

## 保护与开发
手繪地圖《淳安老县城贺城示意图》、《遂安老县城狮城示意图》、《新安江水库淹没村落图》、《淳安、遂安县水系图》由退休愛好者余年春於2005年發表，他走訪老街坊把老城佈局還原出來。2007年起藏於淳安县档案馆。
对于开发古城的水下观光已提出的设想包括普通潜水游览、使用潜水艇和建造水下悬浮隧道（阿基米德桥）等，其中水下悬浮隧道以缆索或其他方式固定于水底和两岸，并借助浮力浮于水中，游客可通过隧道步入水底，通过两侧的玻璃幕墙近距离欣赏古城，对古城可能的破坏最小，是目前仍在进行研究、最有可能继续的旅游开发方式。
甚至也有人提出因新安江水电站已退居为华东后备发电站，其发电功能已基本废弃，可将千岛湖的水位下降30米、水落城出，或将古城整体搬迁到陆地上重建。但多数专家认为古城当前最好的保护就是维持原样，开发利用为时尚早。理由在于根据以往经验，木质建筑浸泡于相对静止的水中、与空气隔绝时往往能保持相对稳定的状态，一旦脱离水体，水分蒸发后很容易缩水干枯变形，当前并没有成熟的技术将长期浸泡于水中的文物在离水环境下妥善保存。但城墙和建筑墙体因采用稀泥、石灰作为粘结材料，这些材料被水长期浸泡后容易流失，因此可能因为大的水流冲击而垮塌。
为有效保护古城，淳安县在千岛湖五狮岛东南方向设立了东西长1000米，南北宽900米的千岛湖水下古城保护区，使用浮筒定位，其间系上浮标，以在水面上标出保护区范围，并设立了警示牌禁止船只驶入或捕鱼、采沙。
为了使游客在地面上也能感知和了解古城，2011年10月，位于姜家镇龙川湾码头附近，展示古城风貌、风土人情和记录移民历史的千岛湖狮城博物馆正式开馆。后又修筑了“文渊狮城”景区复原古时狮城，于2016年开放。